# Języki bantu M
Języki bantu M – grupa geograficzna języków bantu z wielkiej rodziny języków nigero-kongijskich. Wchodzi w skład grupy języków bantu centralnych. Swoim zasięgiem języki bantu M obejmują przede wszystkim Zambię, a także wschodnie Kongo, niewielką część południowo-zachodniej Tanzanii, Malawi i północne Zimbabwe.

## Klasyfikacja
Poniżej przedstawiono klasyfikację języków bantu M według Guthriego zaktualizowaną przez J.F. Maho. Klasyfikacja Ethnologue bazuje na klasyfikacji Guthriego, jednak odbiega od niej znacznie, m.in. stosuje inny kod – trzyliterowy oparty na ISO 639 i inaczej grupuje języki.

### M10Języki fipa-mambwe
M11 pimbwe
M12 rungwa
M13 fipa – icifipa
M13A fipa-sukuma – sukuuma, icisukuuma
M13B południowy fipa
M13C kandaasi – icikandaasi
M13D siiwa – icisiiwa
M13E nkwaamba – icinkwaamba
M13F kwa – icikwa
M13G kwaafi – icikwaafi
M13H ntile – icintile, cile, „yantili”
M13I peemba – icipeemba
M131 ku(u)lwe
M14/15 mambwe-rungu
M14 rungu
M15 mambwe

### M20Języki nyika-safwa
M201 lambya – rambia
M201A północny lambya (Tanzania)
M201B środkowy lambya (Malawi)
M201C południowy lambya (Zambia)
M202 sukwa
M21 wanda – wandia
M22 mwanga – namwanga
M23 nyiha – nyika
M23A zachodni nyika
M23B nyika w Mbozi, środkowy nyika
M23C nyika ow Rungwe, wschodni nyika
M23D południowy nyika (Zambia)
M24 malila
M25 safwa
M25A safwa w Mbeya
M25B mbwila
M25C soongwe
M25D polooto – poroto
M25E guruka
M26 iwa
M27 tambo

### M30Języki nyakyusa-ngonde
M301 ndali
M302 penja ?†
M31 nyakyusa-ngonde – „sokili”
M31A nyakyusa właściwy – nyekyosa
M31B kukwe – ngumbe
M31C mwamba – lugulu, „sokelo”
M31D ngonde
M31E kaaselya – selya

### M40Języki bemba
M401 bwile
M402 aushi – usi
M41 taabwa – rungu, włączając shila
M42 bemba – icibemba, włączając bangweulu i twa
M40 – nowe języki:
M40A miejski bemba

### M50Języki lala-bisa-lamba
M51/52 lala-bisa
M51 bisa – wisa
M52 lala
M521 język ambo
M522 luano
M53 swaka
M54 lamba
M541 lima – bulima
M542 temba
M55 seba – shishi

### M60Języki lenje-tonga
M61 lenje – ciina mukuni
M611 lukanga twa
M62 soli
M63 ila
M631 sala
M632 lundwe
M633 kafue twa
M64 tonga, włączając leya, mala, równinny tonga, dolinny tonga, ndawe i dombe